# Xã Portland, Quận Ashley, Arkansas
Xã Portland (tiếng Anh: Portland Township) là một xã thuộc quận Ashley, tiểu bang Arkansas, Hoa Kỳ. Năm 2010, dân số của xã này là 540 người.